# Herrschaft Warthausen
Die Herrschaft Warthausen mit Sitz in Warthausen wurde erstmals mit den Herren von Warthausen 1120 genannt. Diese veräußerten ihre Herrschaft um 1167 an Kaiser Friedrich Barbarossa. Von den Staufern kam sie vor 1234 an die Truchsessen von Waldburg. Nach dem Aussterben der Warthausener Linie der Truchsessen von Waldburg gelangte die Herrschaft über die Herren von Walsee mit Waldsee 1331 an das Haus Habsburg. Die Herrschaft Warthausen zählte als Bestandteil von Vorderösterreich zum Österreichischen Reichskreis.
Im Jahr 1696 gaben die Habsburger diese Herrschaft mit nun 13 Dörfern und Weilern als Lehen an die Grafen von Stadion, die sie bis 1826 besaßen.
Die Herrschaft Warthausen fiel im Zuge der Mediatisierung 1806 an das Königreich Württemberg und wurde auf die Oberämter Biberach und Waldsee verteilt.